# Rica Imai
Rica Imai (今井 りか, Imai Rika), née le 29 février 1984, est une mannequin, actrice et présentatrice japonaise.

## Biographie
Après le lycée, Imai apparaît comme modèle des lecteurs (en) dans Vivi Nintei ! Shin Charisma Dokusha File Volume 7 du magazine Vivi (en) de février 2003. Elle travaille ensuite comme modèle dans les magazines de mode Ray et Private Level.
En 2007, Imai, Misako Yasuda (en) et Aki Higashihara (en), apparaissent dans Uma na de : Uma to Nadeshiko, ce qui marque le début de la carrière d'Imai en tant qu'actrice de série TV. Le sujet du programme est la course hippique. Après avoir arrêté Uma na de vers le 6 décembre, le premier livre-photo d'Imai, Rica, est publié.
Le 22 mars 2009, elle participe au marathon de Tokyo de 2009 dans l'épreuve du 10 km féminin.
Le 23 septembre 2014, après la sortie de l'édition de novembre de Ray, Imai se marie avec un homme de trois ans son aîné et annonce qu'elle arrête de travailler pour Ray. Elle devient un modèle régulier du magazine Lee,.
Le 6 octobre 2015, Imai donne naissance à une fille.

## Carrière

### Magazines
| Titre  | Notes         | Ref.  |
| ------ | ------------- | ----- |
| Ray    | Shufunotomo   | [ 3 ] |
| Balia  | Shueisha      |       |
| Maquia | Shueisha      |       |
| Lee    | Shueisha      | ,     |
| Biteki | Shogakukan    |       |
| Voce   | Kodansha      |       |
| InRed  | Takarajimasha |       |

### Spectacles
| Titre                       | Notes |
| --------------------------- | ----- |
| Tokyo Girls Collection (en) |       |

### Courses hippiques
| Année | Titre                       | Chaîne TV         | Notes   |
| ----- | --------------------------- | ----------------- | ------- |
| 2007  | Uma na de: Uma to Nadeshiko | Fuji TV           |         |
| 2007  | Dramatic Keiba              | HCB (en)          |         |
| 2007  | Super Keiba                 | Fuji TV           |         |
| 2008  | Dream Keiba                 | TNC (en)          |         |
| 2008  | Otona no Keiba Magazine     | Radio Nippon (en) |         |
| 2009  | Minna no Keiba              | Fuji TV           | Invitée |
| 2009  | Sata Uma! Guest             | KTV               |         |
|       | RicaRica no Kirakira Yosō   |                   |         |
| 2010  | Rica Imai no Umaraji        | Radio Nippon      |         |
| 2012  | Uma Doki                    | KBS               |         |

### Dramas
| Année | Titre                                                     | Rôle            | Chaîne TV | Notes              |
| ----- | --------------------------------------------------------- | --------------- | --------- | ------------------ |
| 2007  | Hanayome to Papa                                          | Mai Iwakura     | Fuji TV   |                    |
| 2007  | Papa to Musume no 7-kakan                                 | Kanako Shina    | TBS       |                    |
| 2009  | Code Blue                                                 | Aya Kashiwabara | Fuji TV   |                    |
| 2010  | Angel Bank                                                |                 | TV Asahi  | Épisode 3; Invitée |
| 2011  | Propose Kyōdai: Umare-jun Betsu Otoko ga Kekkon Suru Hōhō | Rino            | Fuji TV   | Épisode 3          |
| 2014  | S: Saigo no Keikan                                        | Aika Miyama     | TBS       | Épisode 8          |

### Séries TV
| Année | Titre                               | Chaîne TV      | Notes                      |
| ----- | ----------------------------------- | -------------- | -------------------------- |
| 2005  | MTV Cool Christmas 2005/Short Movie | MTV Japan (en) |                            |
| 2007  | Kuchikomi Johnny!                   | NTV            | tous les jeudis            |
| 2007  | Mecha-Mecha Iketeru!                | Fuji TV        | Invitée « Yabetchi Sushi » |
| 2009  | Dancing Sanma Palace                | NTV            |                            |
| 2009  | Shiru Shiru Mishiru                 | TV Asahi       |                            |
| 2009  | Down Town DX                        | YTV            |                            |
| 2011  | Zip!                                | NTV            |                            |
| 2012  | Tokyo Precious Dating               | TV Asahi       |                            |